# The Pretty Sister of Jose
The Pretty Sister of Jose er en amerikansk stumfilm fra 1915 af Allan Dwan.

## Medvirkende
- Marguerite Clark som Pepita.
- Jack Pickford som Jose.
- Edythe Chapman.
- Gertrude Norman.
- William Lloyd.